# Fritz Taeger
Fritz Taeger est un historien allemand, spécialiste de l'Antiquité, né le 1er janvier 1894 dans la région de Cuxhaven et mort le 15 août 1960 à Marbourg.

## Biographie
En 1920, il obtient son doctorat sur l'influence continue du Livre 6 de Polybe dans la littérature gréco-romaine. En 1925, il passe son habilitation à Fribourg avec une thèse sur Thucydide. Il est ensuite professeur à Fribourg (1926) et Tübingen (1929/1930). En 1930, il est nommé à la chaire d'histoire ancienne de l'université de Giessen. En 1934-1935, il est le doyen de la Faculté de philosophie de Giessen. En 1935, il est professeur d'histoire ancienne à l'université de Marburg en tant que successeur de Anton Premersteins. Il en est le doyen de 1938 à 1941. Son élève le plus célèbre est l'historien Alexander Demandt. Pour certains, Fritz Taeger aurait été largement indépendant des idées promues dans l'Allemagne nazie, pour d'autres ses ouvrages ne montrent aucune distanciation avec les idées propagées par les théoriciens du Troisième Reich.
Son ouvrage en deux volumes de travail Antiquité. Histoire et forme connaît six éditions jusqu'en 1958. Il est également particulièrement connu pour son ouvrage Charisma. Studien zur Geschichte des antiken Herrscherkultes consacré au culte des grands hommes politiques dans l'Antiquité

### Une vision nazie de l'Antiquité
Selon Johann Chapoutot, comme Fritz Schachermeyr, Fritz Taeger analyse les conflits dans lesquels sont impliqués la République puis l'Empire romain jusqu'à l'avènement des Sévères, comme des conflits de race entre la « race nordique », représentée par Rome, et la « race orientale ».
La geste alexandrine le fascine. Il réécrit ainsi l'épopée d'Alexandre le Grand et la rend compatible avec la vision nazie de l'Histoire : Fritz Taeger présente ainsi les conquêtes d'Alexandre le Grand comme une série de succès de l'Ouest contre l'Est ; cependant, ces succès sont à nuancer car ils portent en eux les germes de la décadence du rameau grec de la race nordique : l'hellénisation-nordification superficielle des populations asiatiques ne doit pas faire illusion selon Taeger et masquerait la subversion raciale des conquérants hellénistiques, rendus incapables de résister efficacement à l'influence sémitique.
De même, aux yeux de Fritz Taeger, la période sévérienne est dépréciée, analysée comme le nœud de l'écroulement de l'Empire Romain, les empereurs provinciaux et militaires du IIIe siècle ayant remis en cause les principes raciaux établis par Auguste.

### Ouvrages de Fritz Taeger
- Peuples et combats raciaux en Méditerranée occidentale, 1943.

### Ouvrages scientifiques
- Johann Chapoutot, Le Nazisme et l'Antiquité, Paris, Presses universitaires de France, 2008, 643 p. (ISBN 978-2-13-060899-8)